# Вук Моб
Вукадин Гојковић (Београд, 28. јануар 1990), познатији као Вук Моб, српски је музичар.

## Биографија
Вук Моб је рођен 28. јануара 1990. године у Београду од оца Вулета и мајке Снежане.
На почетку каријере је наступао под уметничким именом Ер Моб, а касније је променио име у Вук Моб.
Током 2015. и 2016. године је био учесник ријалити програма Парови који се емитује на Хепи ТВ. Први пут је учествовао у трећој сезони Парова када је напустио ријалити због смртног случаја. Појавио се и у четвртој сезони Парова када је избачен од стране гледалаца.
Године 2014. је избацио сингл Злато, дијаманти. На почетку каријере сарађивао је са Ђусом и у том периоду су настале песме Воли ме и Сликај се за мене. Године 2015. објавио је неколико соло песама, међу којима су Ferrari, Густа ми магла и Због ње, а снимио је и дуете Звезде плачу за нама са Џала Братом, Мала је луда и Као ти са Марком Мореном.
Наредне, 2016. године, стекао је ширу популарност захваљујући сингловима Ватикан и Моје очи лажу, као и дуетима Она држи лову (са Марком Мореном и МС Стојаном), Неваљала (са Сандром Африком), Гадафи (са Маус Макијем), Грешка (са Марком Мореном) и Манијак (са групом Trik FX).
Године 2017. Вук је објавио песме Е, па нека, Бело, Сенке и Кокаина, као и дуете Хијена (са Теодором Џехверовић), Иза тебе (са Сандром Африком) и Дупло лоши са (DJ Shone-том и Гастозом). Већ 2018. сарађивао је са регионалном звездом Драганом Мирковић на песми Проклет рођен, за коју је написао и текст. Међу публиком млађе генерације, издвојила се песма Heineken (са Цобијем) коју је испратио спотом са интересантном сценографијом. Снимио је и соло песме Клуб или кафана, Ганг бебо и Мишеви коло воде. Неки од режисера његових спотова су daVideo и NN Media видео продукција.
Вук је 2019. године отпочео романсу са новинарком Оливером Конатар са којом има ћерку Теону, пар се разишао мало после рођења њихове ћерке.
Вук је у септембру 2020. године ушао у четврту сезону ријалитија Задруга.

## Дискографија

### Албуми
- Последњи плес (2023, IDJ Tunes)

### Синглови
- Aha (2012)
- Она мрзи цео свет (ft. Марко Морено, Ђус, Наполеон, 2014)
- Злато, дијаманти (2014)
- Нема нас (ft. Поло Чаре, 2014)
- Лапсус (ft. Џала Брат, 2014)
- Воли ме (ft. Ђус, 2014)
- Нема времена (ft. Наполеон, 2014)
- Нека запали се све (ft. Наполеон, 2014)
- Звезде плачу за нама (ft. Џала Брат, 2015)
- Као некад (ft. Сајфер, 2015)
- Ferrari (2015)
- Због ње (2015)
- Моје очи лажу (2015)
- Густа ми магла (2015)
- Као ти (ft. Марко Морено, 2015)
- Мала је луда (ft. Марко Морено, 2015)
- Ватикан (2016)
- Она држи лову (ft. Марко Морено, МС Стојан, 2016)
- Неваљала (ft. Сандра Африка, 2016)
- Гадафи (ft. Маус Маки, 2016)
- Грешка (ft. Марко Морено, 2016)
- Е, па нека (2017)
- Сенке (2017)
- Бело (2017)
- Дупло лоши (ft. Гасттозз, DJ Shone, 2017)
- Иза тебе (ft. Сандра Африка, 2017)
- Без ње (ft. BCREW, 2017)
- Кокаина (2017)
- Клуб или кафана (2018)
- Хајникен (ft. Цоби, 2018)
- Проклет рођен (ft. Драгана Мирковић, 2018)
- Генг бебо (2018)
- Мишеви коло воде (2018)
- 12 сати (ft. Мили, 2018)
- Прете ми (ft. Емил Ђуловић, 2019)
- Прете ми (ft. Клинац, 2019)
- GTA (2019)
- Славија (2019)
- Кораци у ноћи (ft. Voyage, Бресквица, 2019)
- Да те волим (2020)
- Иде гас (2020)
- Странци у ноћи (2020)